# Tiefer Friedrichstollen

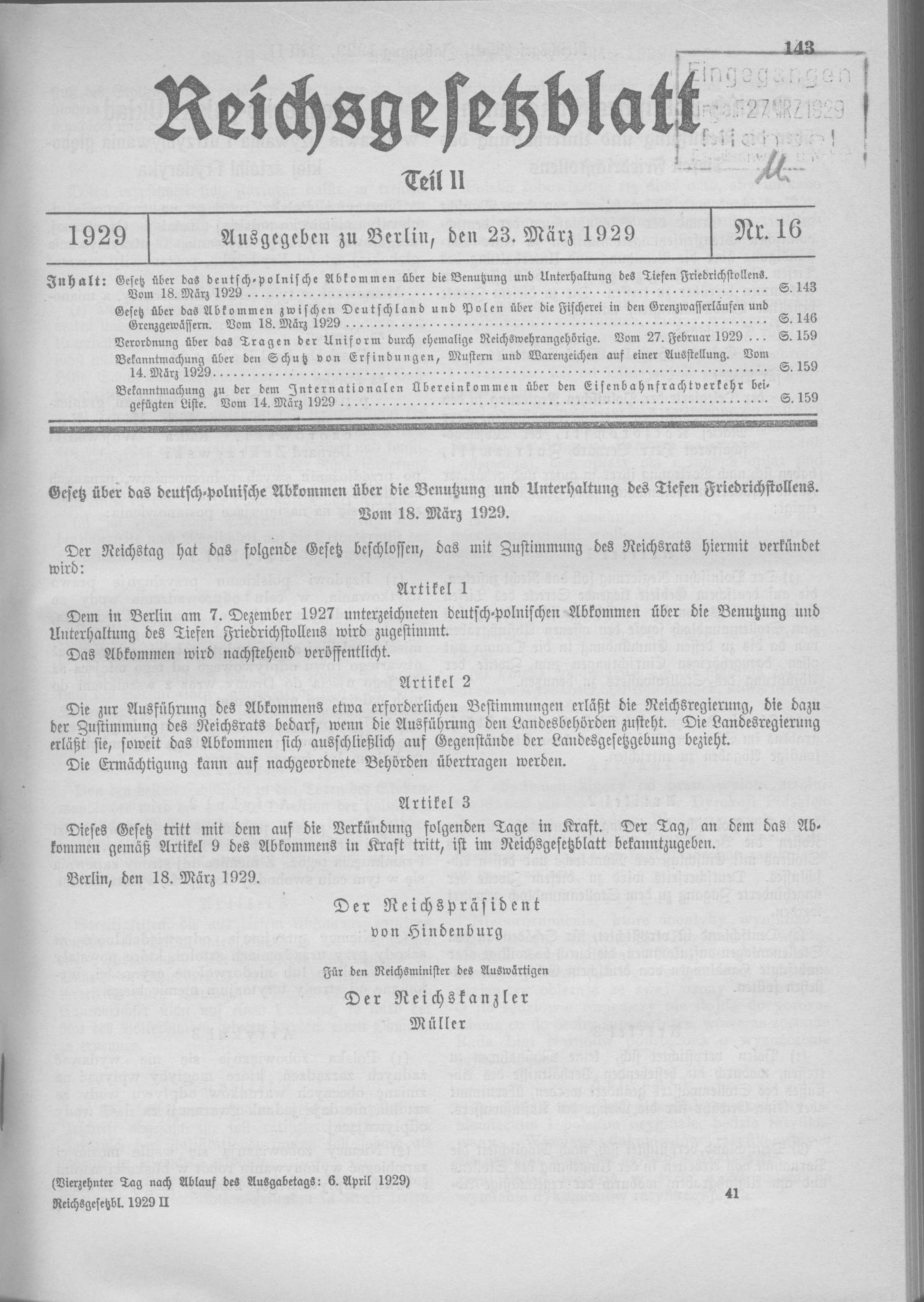
Gesetz über das deutsch-polnische Abkommen über die Benutzung und Unterhaltung des Tiefen Friedrichstollens (1929)

Der Tiefe Friedrichstollen ist ein ehemaliger Bergbaustollen zur Entwässerung auf dem Gebiet der oberschlesischen Stadt Tarnowskie Góry (Tarnowitz).
Er wurde als Teil der 1784 errichteten Friedrichsgrube angelegt. Die Friedrichsgrube war ein Bleierz- und Silbererzbergwerk, deren Bleierze in der Friedrichshütte verhüttet wurden. Das über ein Mundloch austretende Wasser speist den Fluss Drama, der in der Nähe entspringt. Der Stollen hat eine Länge von 4568 Metern und besitzt 25 Lichtschächte.

## Geschichte

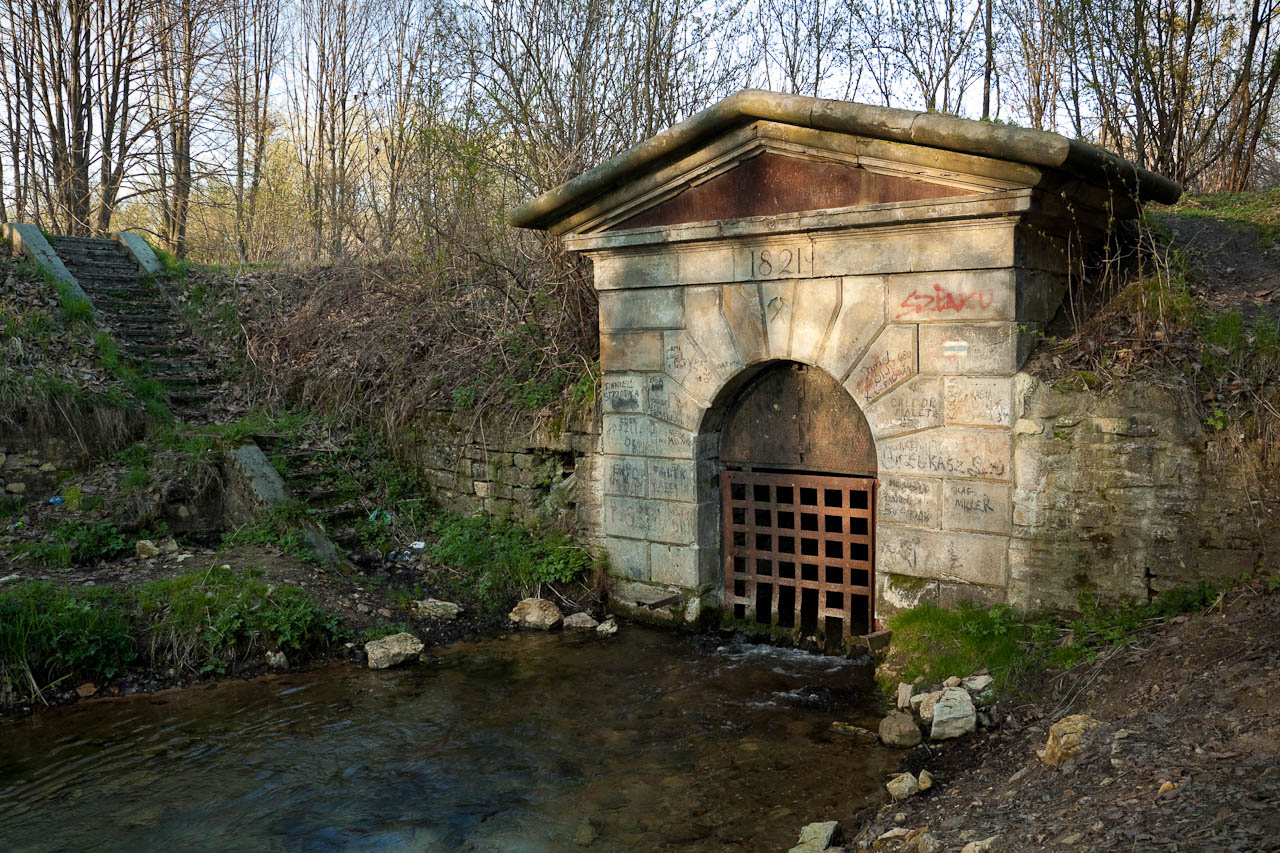
Mundloch

Der Friedrichstollen wurde vom 21. April 1821 bis 1834 angelegt und wurde am 15. November 1834 in Betrieb genommen. Bis zur Nutzung des Entwässerungsstollens wurden acht Dampfmaschinen zur Wasserhaltung in der Grube genutzt. Die Dampfmaschinen wurden um 1790 aufgestellt und kamen aus England. Das Mundloch im klassizistischen Stil wurde aus Sandstein errichtet. Für den Zweck des Bergbaus wurde der Friedrichstollen bis 1904 genutzt, danach war der Stollen zunächst ohne Nutzung.
Als Oberschlesien 1922 geteilt wurde, verlief über dem Stollen die deutsch-polnische Grenze, das Mundloch befand sich auf deutscher Seite. Um die Pflege und eine zukünftige Nutzung des Stollens und des Mundlochs zu regeln, wurde in Berlin ein internationaler Vertrag abgeschlossen.
Ein 600 Meter langer Abschnitt des Stollens wird seit 1957 unter dem Namen Sztolnia „Czarnego Pstrąga“ (Schwarze Forelle-Stollen) für touristische Zwecke genutzt und ist Teil der Route der Technischen Denkmäler in der Woiwodschaft Schlesien. Der Stollen wird zwischen zwei Lichtschächten („Ewa“ und „Sylwester“) mit Booten befahren.